# はくちょう座X領域
はくちょう座X領域　（Cygnus X Region, Cygnus-X）は、1950年代に発見された太陽系から約4500光年の距離に存在する電波源　。
はくちょう座にあるCygnus Riftの背後に位置する銀河系内で最大級の、大質量恒星が誕生している電波源（分子雲の複合体）　であり、太陽クラスの約200万個分の物質が含まれている。

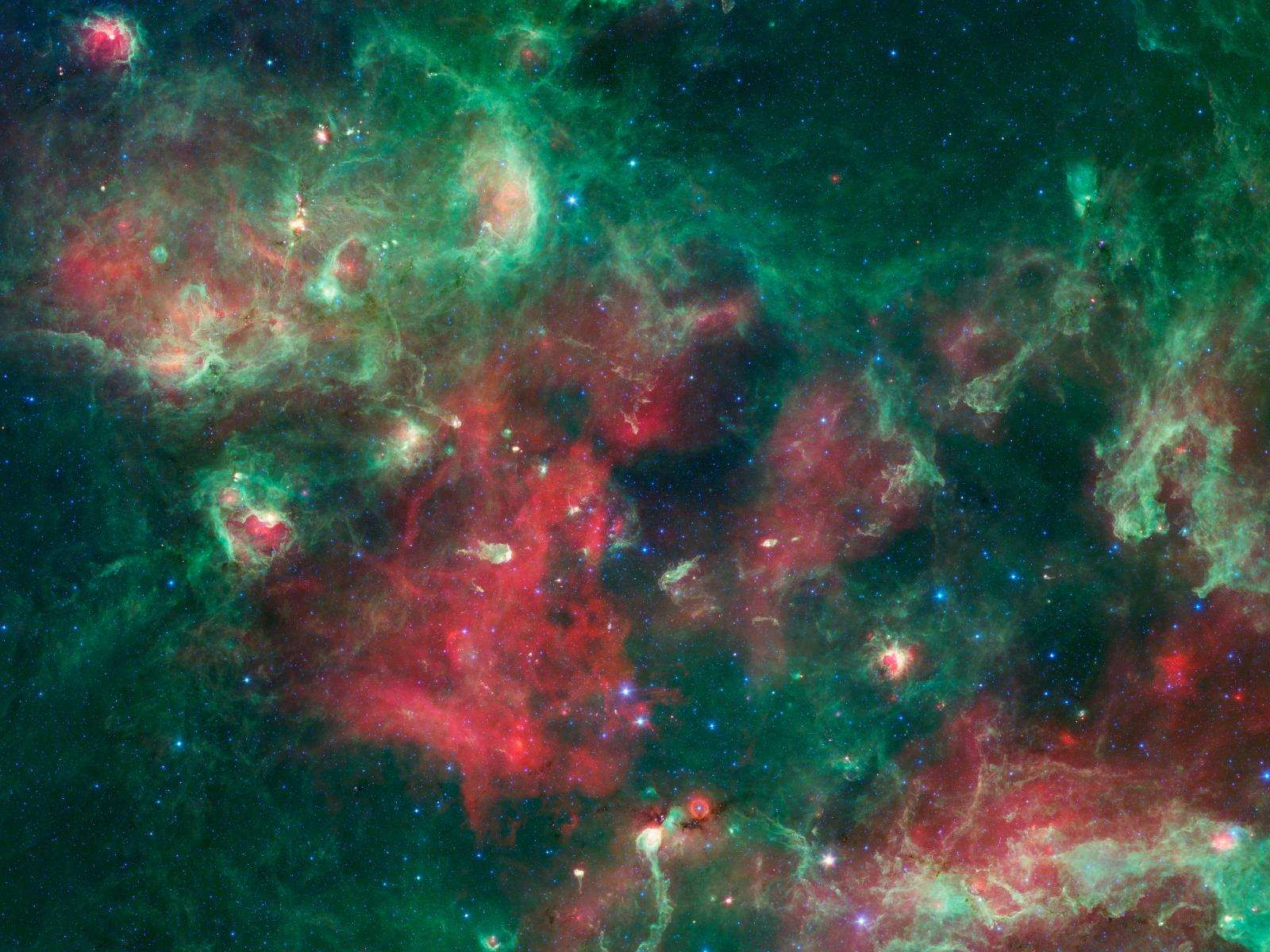
スピッツァー宇宙望遠鏡が撮影した「はくちょう座X領域」

フェルミガンマ線宇宙望遠鏡の観測によって、この領域内でのガンマ線放射が明らかになった。欧州宇宙機関（ESA）のハーシェル宇宙望遠鏡が赤外線で鮮明にとらえ、その画像が2012年5月10日に公開された。NASAのスピッツァー宇宙望遠鏡による赤外線観測によって詳細な構造が明らかになっている。
銀経90°に近い位置にあるこの分子雲の複合体は、多数のHII領域を含み、複数のウォルフ・ライエ星やO3星、OBアソシエーションが見られる。中心付近に位置するOBアソシエーションが、最も活発な星形成が行われているはくちょう座OB2アソシエーションであり、少なくとも200個のOB型星を含むとされる。分子雲の複合体は、北部領域と南部領域に分けられ、領域全体の分子ガスの総質量は 太陽の 3×106 倍と推定されている。